# Eredivisie 2023–24
Eredivisie 2023–24 là mùa giải thứ 68 của Eredivisie, giải đấu bóng đá hàng đầu ở Hà Lan. Giải bắt đầu vào ngày 11 tháng 8 năm 2023 và kết thúc vào ngày 19 tháng 5 năm 2024. PSV Eindhoven đã phá kỷ lục ghi nhiều điểm nhất trong một mùa giải Eredivisie với 91 điểm, vượt qua 89 điểm của Ajax trong mùa giải 1997-98.
Kể từ khi Hà Lan thăng hạng từ vị trí thứ bảy lên vị trí thứ sáu trong bảng xếp hạng hệ số hiệp hội UEFA vào cuối mùa giải 2022–23, ba đội bóng đứng đầu giải giờ đây đủ điều kiện tham dự UEFA Champions League (đội vô địch và á quân được vào thẳng vòng bảng, đội xếp thứ ba được vào vòng loại thứ ba). Đội vô địch KNVB Cup đủ điều kiện tham dự vòng bảng UEFA Europa League trong khi đội xếp thứ tư đủ điều kiện tham dự vòng sơ loại thứ hai UEFA Europa League và các đội đứng từ thứ năm đến thứ tám đủ điều kiện tham dự vòng play-off UEFA Europa Conference League.

## Các đội bóng
Heracles Almelo, PEC Zwolle và Almere City đã được thăng hạng từ Eerste Divisie 2022–23. Heracles Almelo và PEC Zwolle đều được thăng hạng sau một năm vắng bóng còn Almere City là lần đầu tiên trong lịch sử lên chơi tại Eredivisie.
Sau 23 năm thi đấu ở Eredivisie, FC Groningen bị xuống hạng Eerste Divisie, cùng với SC Cambuur sau hai năm và FC Emmen sau một năm.

### Sân vận động
| Câu lạc bộ       | Địa điểm   | Sân vận động              | Sức chứa | Vị trí mùa giải 2022–23             |
| ---------------- | ---------- | ------------------------- | -------- | ----------------------------------- |
| Ajax             | Amsterdam  | Johan Cruijff ArenA       | 55.865   | thứ 3                               |
| Almere City      | Almere     | Yanmar                    | 4.501    | thứ 3 Eerste Divisie (thăng hạng)   |
| AZ               | Alkmaar    | AFAS                      | 19.478   | thứ 4                               |
| Excelsior        | Rotterdam  | Van Donge & De Roo        | 4.500    | thứ 15                              |
| Feyenoord        | Rotterdam  | De Kuip                   | 47.500   | Vô địch                             |
| Fortuna Sittard  | Sittard    | Fortuna Sittard           | 10.300   | thứ 13                              |
| Go Ahead Eagles  | Deventer   | De Adelaarshorst          | 10.000   | thứ 11                              |
| SC Heerenveen    | Heerenveen | Abe Lenstra               | 27.224   | thứ 8                               |
| Heracles Almelo  | Almelo     | Erve Asito                | 12.080   | Vô địch Eerste Divisie (thăng hạng) |
| NEC              | Nijmegen   | Goffert                   | 12.500   | thứ 12                              |
| PEC Zwolle       | Zwolle     | MAC³PARK                  | 13.250   | Á quân Eerste Divisie (thăng hạng)  |
| PSV              | Eindhoven  | Philips                   | 36.500   | Á quân                              |
| RKC Waalwijk     | Waalwijk   | Mandemakers               | 7.500    | thứ 9                               |
| Sparta Rotterdam | Rotterdam  | Spartastadion Het Kasteel | 11.000   | thứ 6                               |
| FC Twente        | Enschede   | De Grolsch Veste          | 30.205   | thứ 5                               |
| FC Utrecht       | Utrecht    | Galgenwaard               | 23.750   | thứ 7                               |
| Vitesse          | Arnhem     | GelreDome                 | 21.248   | thứ 10                              |
| FC Volendam      | Volendam   | Kras                      | 7.384    | thứ 14                              |

### Số đội theo tỉnh
| Số đội | Tỉnh          | Các đội                                                 |
| ------ | ------------- | ------------------------------------------------------- |
| 4      | Overijssel    | Go Ahead Eagles, Heracles Almelo, PEC Zwolle, FC Twente |
| 3      | North Holland | Ajax, AZ, FC Volendam                                   |
| 3      | South Holland | Excelsior, Feyenoord, Sparta Rotterdam                  |
| 2      | North Brabant | PSV, RKC Waalwijk                                       |
| 2      | Gelderland    | NEC, Vitesse                                            |
| 1      | Flevoland     | Almere City                                             |
| 1      | Friesland     | SC Heerenveen                                           |
| 1      | Limburg       | Fortuna Sittard                                         |
| 1      | Utrecht       | FC Utrecht                                              |

### Nhân sự và trang phục
| Câu lạc bộ       | Chủ tịch           | Huấn luyện viên    | Đội trưởng         | Nhà sản xuất trang phục | Nhà tài trợ áo (ngực)                                          | Nhà tài trợ áo (lưng)                | Nhà tài trợ áo (tay áo)                            | Nhà tài trợ quần                              |
| ---------------- | ------------------ | ------------------ | ------------------ | ----------------------- | -------------------------------------------------------------- | ------------------------------------ | -------------------------------------------------- | --------------------------------------------- |
| Ajax             | Jan van Halst      | John van 't Schip  | Steven Bergwijn    | Adidas                  | Ziggo                                                          | Ziggo Sport                          | Curaçao                                            | Không có                                      |
| Almere City      | John Bes           | Alex Pastoor       | Sherel Floranus    | Craft                   | OneCasino, Promo LED Systems                                   | Kroonenberg Group, MASCOT Workwear   | eFulfilment Europe                                 | Không có                                      |
| AZ               | René Neelissen     | Maarten Martens    | Bruno Martins Indi | Nike                    | Kansino                                                        | Elfi Vastgoed                        | Cavallaro Napoli                                   | Không có                                      |
| Excelsior        | Bob de Lange       | Marinus Dijkhuizen | Stijn van Gassel   | Quick                   | DSW Zorgverzekeraar                                            | CARU Containers, DSW Zorgverzekeraar | CARU Containers                                    | CARU Containers                               |
| Feyenoord        | Dennis te Kloese   | Arne Slot          | Gernot Trauner     | Castore                 | EuroParcs                                                      | Prijsvrij                            | TOTO Nederlandse Loterij                           | Không có                                      |
| Fortuna Sittard  | Işıtan Gün         | Danny Buijs        | Ivo Pinto          | Robey                   | BetCity                                                        | Winkelhart sittard                   | Không có                                           | Không có                                      |
| Go Ahead Eagles  | Jan Willem van Dop | René Hake          | Bas Kuipers        | Stanno                  | Betnation Vierhouten Group                                     | Validsign, DGS Processing Solutions  | Looox, Contrall                                    | Vierhouten Group, Loodgietersbedrijf M.Kramer |
| SC Heerenveen    | Ferry de Haan      | Kees van Wonderen  | Sven van Beek      | Macron                  | Ausnutria                                                      | MASCOT Workwear, Effektief           | TOTO Nederlandse Loterij                           | Veolia                                        |
| Heracles Almelo  | Bart Haverland     | Erwin van de Looi  | Justin Hoogma      | Acerbis                 | Asito                                                          | Asito                                | Kans voor een Kind                                 | Asito                                         |
| NEC              | Ron van Oijen      | Rogier Meijer      | Lasse Schöne       | Robey                   | KlokGroep                                                      | NasWerkt                             | Không có                                           | GX Software                                   |
| PEC Zwolle       | Erik van der Ham   | Johnny Jansen      | Bram van Polen     | Adidas                  | Circus.nl Sport & Casino                                       | Molecaten                            | VDK Groep                                          | Quades                                        |
| PSV              | Marcel Brands      | Peter Bosz         | Luuk de Jong       | Puma                    | Metropoolregio Brainport Eindhoven/Philips (trận đấu của UEFA) | GoodHabitz                           | TOTO Nederlandse Loterij                           | Không có                                      |
| RKC Waalwijk     | Peter Konijnenburg | Henk Fraser        | Michiel Kramer     | Stanno                  | Willy Naessens, JM van Delft & zn                              | Mandemakers, Van Mossel              | TOTO Nederlandse Loterij                           | DAS Bouwsystemen                              |
| Sparta Rotterdam | Leo Ruijs          | Jeroen Rijsdijk    | Bart Vriends       | Robey                   | De Goudse Verzekeringen, D&S Group                             | Blue10, VNOM                         | TOTO Nederlandse Loterij, BICT Groep               | Toll Global Forwarding, Trofi Pack            |
| Twente           | Paul van der Kraan | Joseph Oosting     | Robin Pröpper      | Castore                 | Elektramat                                                     | ThermoSolutions BV                   | TOTO Nederlandse Loterij, Taurus Corporate Finance | Elektramat                                    |
| Utrecht          | Thijs van Es       | Ron Jans           | Nick Viergever     | Castore                 | T-Mobile (đến 5/9/2023)/Odido (từ 5/9/2023)                    | Không có                             | U4U                                                | Dassy                                         |
| Vitesse          | Henk Parren        | Edward Sturing     | Marco van Ginkel   | Robey                   | BetCity                                                        | 50+ mobiel                           | Burgers' Zoo, Clean Mat Trucks                     | SMB Willems                                   |
| Volendam         | bỏ trống           | Regillio Simons    | Xavier Mbuyamba    | Robey                   | BetCity, Metafa Holland                                        | Keukenloods, Timbo Afrika            | Podobrace                                          | Bevela, Dakluik van Gorter                    |

### Thay đổi huấn luyện viên
| Đội              | HLV ra đi                   | Lý do                                | Ngày ra đi | Thời điểm tại mùa giải | Được thay bởi               | Ngày bổ nhiệm |
| ---------------- | --------------------------- | ------------------------------------ | ---------- | ---------------------- | --------------------------- | ------------- |
| Ajax             | John Heitinga               | Kết thúc quản lý tạm thời            | 30/6/2023  | Trước mùa giải         | Maurice Steijn              | 1/7/2023      |
| Fortuna Sittard  | Julio Velázquez             | Kết thúc hợp đồng                    | 30/6/2023  | Trước mùa giải         | Danny Buijs                 | 1/7/2023      |
| PSV              | Fred Rutten                 | Kết thúc quản lý tạm thời            | 30/6/2023  | Trước mùa giải         | Peter Bosz                  | 1/7/2023      |
| RKC Waalwijk     | Joseph Oosting              | Ký bởi Twente                        | 30/6/2023  | Trước mùa giải         | Henk Fraser                 | 1/7/2023      |
| Sparta Rotterdam | Maurice Steijn              | Ký bởi Ajax                          | 30/6/2023  | Trước mùa giải         | Jeroen Rijsdijk             | 3/7/2023      |
| Twente           | Ron Jans                    | Kết thúc hợp đồng                    | 30/6/2023  | Trước mùa giải         | Joseph Oosting              | 1/7/2023      |
| Volendam         | Wim Jonk                    | Chuyển sang vai trò quản lý kỹ thuật | 30/6/2023  | Trước mùa giải         | Matthias Kohler             | 1/7/2023      |
| PEC Zwolle       | Dick Schreuder              | Ký bởi Castellón                     | 30/6/2023  | Trước mùa giải         | Johnny Jansen               | 1/7/2023      |
| Utrecht          | Michael Silberbauer         | Sa thải                              | 29/8/2023  | thứ 16                 | Rob Penders (tạm thời)      | 29/8/2023     |
| Utrecht          | Michael Silberbauer         | Sa thải                              | 29/8/2023  | thứ 16                 | Ron Jans                    | 11/9/2023     |
| Ajax             | Maurice Steijn              | Sa thải                              | 23/10/2023 | thứ 17                 | Hedwiges Maduro (tạm thời)  | 23/10/2023    |
| Ajax             | Maurice Steijn              | Sa thải                              | 23/10/2023 | thứ 17                 | John van 't Schip           | 30/10/2023    |
| Vitesse          | Phillip Cocu                | Từ chức                              | 11/11/2023 | thứ 18                 | Edward Sturing (tạm thời)   | 20/11/2023    |
| Volendam         | Matthias Kohler             | Từ chức                              | 5/12/2023  | thứ 17                 | Michael Dingsdag (tạm thời) | 5/12/2023     |
| Heracles Almelo  | John Lammers                | Sa thải                              | 12/12/2023 | thứ 14                 | Hendrie Krüzen (tạm thời)   | 12/12/2023    |
| Heracles Almelo  | Hendrie Krüzen (tạm thời)   | Kết thúc quản lý tạm thời            | 21/12/2023 | thứ 15                 | Erwin van de Looi           | 21/12/2023    |
| Volendam         | Michael Dingsdag (tạm thời) | Kết thúc quản lý tạm thời            | 21/12/2023 | thứ 17                 | Regillio Simons             | 21/12/2023    |
| AZ Alkmaar       | Pascal Jansen               | Sa thải                              | 17/1/2024  | thứ 4                  | Maarten Martens             | 17/1/2024     |

## Bảng xếp hạng

### Bảng xếp hạng
| VT | Đội                 | ST | T  | H  | B  | BT  | BB | HS  | Đ  | Giành quyền tham dự hoặc xuống hạng     |
| -- | ------------------- | -- | -- | -- | -- | --- | -- | --- | -- | --------------------------------------- |
| 1  | PSV Eindhoven (C)   | 34 | 29 | 4  | 1  | 111 | 21 | +90 | 91 | Tham dự vòng đấu hạng Champions League  |
| 2  | Feyenoord (W)       | 34 | 26 | 6  | 2  | 92  | 26 | +66 | 84 | Tham dự vòng đấu hạng Champions League  |
| 3  | Twente              | 34 | 21 | 6  | 7  | 69  | 36 | +33 | 69 | Tham dự vòng loại Champions League      |
| 4  | AZ                  | 34 | 19 | 8  | 7  | 70  | 39 | +31 | 65 | Tham dự vòng đấu hạng Europa League     |
| 5  | Ajax                | 34 | 15 | 11 | 8  | 74  | 61 | +13 | 56 | Tham dự vòng loại Europa League         |
| 6  | NEC                 | 34 | 14 | 11 | 9  | 68  | 51 | +17 | 53 | Tham dự vòng play-off Conference League |
| 7  | Utrecht             | 34 | 13 | 11 | 10 | 49  | 47 | +2  | 50 | Tham dự vòng play-off Conference League |
| 8  | Sparta Rotterdam    | 34 | 14 | 7  | 13 | 51  | 48 | +3  | 49 | Tham dự vòng play-off Conference League |
| 9  | Go Ahead Eagles (O) | 34 | 12 | 10 | 12 | 47  | 46 | +1  | 46 | Tham dự vòng play-off Conference League |
| 10 | Fortuna Sittard     | 34 | 9  | 11 | 14 | 37  | 56 | −19 | 38 |                                         |
| 11 | SC Heerenveen       | 34 | 10 | 7  | 17 | 53  | 70 | −17 | 37 |                                         |
| 12 | PEC Zwolle          | 34 | 9  | 9  | 16 | 45  | 67 | −22 | 36 |                                         |
| 13 | Almere City         | 34 | 7  | 13 | 14 | 33  | 59 | −26 | 34 |                                         |
| 14 | Heracles Almelo     | 34 | 9  | 6  | 19 | 41  | 74 | −33 | 33 |                                         |
| 15 | RKC Waalwijk        | 34 | 7  | 8  | 19 | 38  | 56 | −18 | 29 |                                         |
| 16 | Excelsior (R)       | 34 | 6  | 11 | 17 | 50  | 73 | −23 | 29 | Tham dự play-off trụ hạng               |
| 17 | Volendam (R)        | 34 | 4  | 7  | 23 | 34  | 88 | −54 | 19 | Xuống hạng Eerste Divisie               |
| 18 | Vitesse (R)         | 34 | 6  | 6  | 22 | 30  | 74 | −44 | 6  | Xuống hạng Eerste Divisie               |

1. ↑  Đội vô địch Cúp KNVB 2023–24 đủ điều kiện tham dự vòng đấu hạng Europa League. Vì đội vô địch cúp (Feyenoord) đã đủ điều kiện tham dự Champions League dựa trên thứ hạng trong giải vô địch nên suất tham dự Europa League này được chuyển cho đội xếp thứ tư.
2. ↑  Vitesse đã bị trừ 18 điểm vì vi phạm các yêu cầu về giấy phép do KNVB ban hành.[18]

### Vị trí theo vòng
Bảng liệt kê vị trí của các đội sau mỗi vòng thi đấu. Để duy trì các diễn biến theo trình tự thời gian, bất kỳ trận đấu bù nào (vì bị hoãn) sẽ không được tính vào vòng đấu mà chúng đã được lên lịch ban đầu, mà sẽ được tính thêm vào vòng đấu diễn ra ngay sau đó.
| Đội ╲ Vòng  | 1    | 2  | 3  | 4  | 5  | 6  | 7  | 8  | 9  | 10 | 11 | 12 | 13 | 14 | 15 | 16 | 17 | 18 | 19 | 20 | 21 | 22 | 23 | 24 | 25 | 26 | 27 | 28 | 29 | 30 | 31 | 32 | 33 | 34 |   |
| ----------- | ---- | -- | -- | -- | -- | -- | -- | -- | -- | -- | -- | -- | -- | -- | -- | -- | -- | -- | -- | -- | -- | -- | -- | -- | -- | -- | -- | -- | -- | -- | -- | -- | -- | -- | - |
| Đội ╲ Vòng  | Ajax | 2  | 5  | 4  | 5  | 6  | 9  | 10 | 11 | 13 | 15 | 11 | 12 | 8  | 8  | 5  | 5  | 5  | 5  | 5  | 5  | 5  | 5  | 5  | 5  | 5  | 5  | 5  | 5  | 6  | 5  | 5  | 5  | 5  | 5 |
| Almere City | 16   | 15 | 18 | 17 | 17 | 18 | 16 | 15 | 14 | 14 | 9  | 11 | 13 | 15 | 16 | 14 | 12 | 13 | 14 | 12 | 13 | 11 | 13 | 12 | 12 | 12 | 12 | 12 | 12 | 12 | 13 | 13 | 13 | 13 |   |
| AZ          | 1    | 1  | 3  | 3  | 3  | 2  | 2  | 2  | 2  | 2  | 3  | 4  | 3  | 3  | 3  | 4  | 4  | 4  | 4  | 4  | 4  | 4  | 4  | 4  | 4  | 4  | 4  | 4  | 4  | 4  | 4  | 4  | 4  | 4  |   |
| Excelsior   | 6    | 6  | 8  | 12 | 11 | 7  | 5  | 5  | 6  | 7  | 7  | 7  | 9  | 10 | 12 | 12 | 15 | 9  | 11 | 14 | 15 | 15 | 15 | 15 | 15 | 15 | 16 | 16 | 16 | 15 | 15 | 16 | 16 | 16 |   |
| Feyenoord   | 9    | 12 | 7  | 4  | 4  | 4  | 4  | 4  | 3  | 4  | 2  | 2  | 2  | 2  | 2  | 2  | 2  | 2  | 2  | 2  | 2  | 2  | 2  | 2  | 2  | 2  | 2  | 2  | 2  | 2  | 2  | 2  | 2  | 2  |   |
| Fortuna     | 10   | 8  | 9  | 9  | 5  | 8  | 9  | 9  | 12 | 11 | 14 | 9  | 12 | 11 | 9  | 10 | 11 | 12 | 10 | 10 | 12 | 13 | 12 | 11 | 10 | 9  | 10 | 10 | 10 | 11 | 12 | 11 | 11 | 10 |   |
| Go Ahead    | 18   | 9  | 14 | 11 | 10 | 6  | 8  | 6  | 5  | 5  | 5  | 5  | 5  | 5  | 6  | 6  | 7  | 6  | 6  | 6  | 6  | 6  | 6  | 6  | 7  | 7  | 7  | 7  | 7  | 8  | 9  | 8  | 9  | 9  |   |
| Heerenveen  | 4    | 4  | 6  | 8  | 12 | 13 | 14 | 14 | 16 | 10 | 13 | 10 | 7  | 7  | 8  | 9  | 9  | 11 | 12 | 13 | 11 | 12 | 10 | 9  | 9  | 11 | 11 | 11 | 11 | 10 | 10 | 10 | 10 | 11 |   |
| Heracles    | 17   | 11 | 10 | 7  | 9  | 10 | 7  | 8  | 8  | 8  | 10 | 13 | 10 | 12 | 14 | 15 | 14 | 15 | 15 | 15 | 14 | 14 | 14 | 14 | 14 | 14 | 14 | 13 | 13 | 14 | 14 | 14 | 14 | 14 |   |
| NEC         | 11   | 13 | 11 | 13 | 13 | 11 | 11 | 10 | 10 | 12 | 12 | 14 | 14 | 16 | 10 | 8  | 8  | 7  | 7  | 7  | 7  | 7  | 7  | 7  | 6  | 6  | 6  | 6  | 5  | 6  | 6  | 6  | 6  | 6  |   |
| PEC Zwolle  | 13   | 14 | 12 | 10 | 8  | 12 | 12 | 13 | 9  | 9  | 8  | 8  | 11 | 9  | 11 | 11 | 10 | 10 | 9  | 8  | 8  | 10 | 11 | 13 | 13 | 13 | 13 | 14 | 14 | 13 | 11 | 12 | 12 | 12 |   |
| PSV         | 5    | 3  | 1  | 1  | 1  | 1  | 1  | 1  | 1  | 1  | 1  | 1  | 1  | 1  | 1  | 1  | 1  | 1  | 1  | 1  | 1  | 1  | 1  | 1  | 1  | 1  | 1  | 1  | 1  | 1  | 1  | 1  | 1  | 1  |   |
| Waalwijk    | 14   | 17 | 17 | 18 | 16 | 14 | 15 | 16 | 11 | 13 | 15 | 16 | 15 | 13 | 15 | 16 | 16 | 16 | 16 | 16 | 16 | 16 | 16 | 16 | 16 | 16 | 15 | 15 | 15 | 16 | 16 | 15 | 15 | 15 |   |
| Sparta      | 7    | 7  | 5  | 6  | 7  | 5  | 6  | 7  | 7  | 6  | 6  | 6  | 6  | 6  | 7  | 7  | 6  | 8  | 8  | 9  | 10 | 8  | 9  | 10 | 11 | 10 | 9  | 9  | 9  | 9  | 8  | 9  | 8  | 8  |   |
| Twente      | 3    | 2  | 2  | 2  | 2  | 3  | 3  | 3  | 4  | 3  | 4  | 3  | 4  | 4  | 4  | 3  | 3  | 3  | 3  | 3  | 3  | 3  | 3  | 3  | 3  | 3  | 3  | 3  | 3  | 3  | 3  | 3  | 3  | 3  |   |
| Utrecht     | 15   | 18 | 15 | 16 | 15 | 16 | 17 | 18 | 17 | 18 | 17 | 15 | 16 | 14 | 13 | 13 | 13 | 14 | 13 | 11 | 9  | 9  | 8  | 8  | 8  | 8  | 8  | 8  | 8  | 7  | 7  | 7  | 7  | 7  |   |
| Vitesse     | 8    | 10 | 13 | 14 | 14 | 15 | 13 | 12 | 15 | 16 | 18 | 18 | 18 | 18 | 17 | 18 | 17 | 18 | 18 | 18 | 18 | 18 | 17 | 17 | 17 | 17 | 17 | 17 | 18 | 18 | 18 | 18 | 18 | 18 |   |
| Volendam    | 12   | 16 | 16 | 15 | 18 | 17 | 18 | 17 | 18 | 17 | 16 | 17 | 17 | 17 | 18 | 17 | 18 | 17 | 17 | 17 | 17 | 17 | 18 | 18 | 18 | 18 | 18 | 18 | 17 | 17 | 17 | 17 | 17 | 17 |   |

## Kết quả

### Tỷ số
| Nhà \ Khách      | AJA | ALM | AZ  | EXC | FEY | FOR | GAE | HEE | HER | NEC | PEC | PSV | RKC | SPA | TWE | UTR | VIT | VOL |
| ---------------- | --- | --- | --- | --- | --- | --- | --- | --- | --- | --- | --- | --- | --- | --- | --- | --- | --- | --- |
| Ajax             |     | 3–0 | 1–2 | 2–2 | 0–4 | 2–2 | 1–1 | 4–1 | 4–1 | 2–2 | 2–2 | 1–1 | 4–1 | 2–1 | 2–1 | 2–0 | 5–0 | 2–0 |
| Almere City      | 2–2 |     | 0–0 | 2–1 | 0–2 | 0–0 | 0–0 | 1–1 | 0–5 | 1–4 | 1–2 | 0–4 | 1–0 | 2–3 | 1–4 | 1–1 | 5–0 | 1–1 |
| AZ               | 2–0 | 4–1 |     | 4–0 | 0–1 | 4–0 | 5–1 | 3–0 | 1–1 | 1–2 | 2–2 | 0–4 | 3–2 | 2–0 | 2–1 | 3–3 | 2–0 | 3–0 |
| Excelsior        | 2–2 | 0–0 | 1–1 |     | 2–4 | 2–2 | 1–1 | 3–0 | 4–0 | 0–3 | 2–4 | 0–2 | 1–1 | 2–1 | 0–3 | 1–1 | 1–2 | 4–0 |
| Feyenoord        | 6–0 | 6–1 | 1–0 | 4–0 |     | 0–0 | 3–1 | 6–1 | 3–0 | 2–2 | 5–0 | 1–2 | 1–0 | 2–0 | 0–0 | 4–2 | 4–0 | 3–1 |
| Fortuna Sittard  | 0–0 | 2–1 | 1–2 | 5–2 | 0–1 |     | 0–0 | 3–3 | 4–1 | 1–1 | 3–1 | 1–1 | 1–0 | 0–2 | 0–3 | 0–0 | 3–1 | 3–1 |
| Go Ahead Eagles  | 2–3 | 1–1 | 0–3 | 3–0 | 1–3 | 3–0 |     | 3–2 | 4–0 | 2–2 | 1–1 | 0–1 | 1–0 | 0–0 | 1–3 | 0–2 | 5–1 | 4–1 |
| SC Heerenveen    | 3–2 | 3–0 | 2–2 | 0–3 | 2–3 | 3–0 | 0–2 |     | 3–0 | 1–1 | 2–0 | 0–8 | 3–1 | 1–3 | 3–3 | 2–3 | 1–3 | 1–2 |
| Heracles Almelo  | 2–4 | 2–2 | 5–0 | 3–1 | 0–4 | 0–0 | 2–0 | 0–2 |     | 2–1 | 2–1 | 0–6 | 0–5 | 0–1 | 2–2 | 1–3 | 3–2 | 1–1 |
| NEC              | 1–2 | 1–1 | 0–3 | 3–4 | 2–3 | 4–1 | 1–1 | 2–0 | 3–1 |     | 2–2 | 3–1 | 3–0 | 2–0 | 1–0 | 3–0 | 1–3 | 3–3 |
| PEC Zwolle       | 1–3 | 0–1 | 0–3 | 2–1 | 0–2 | 2–0 | 1–1 | 2–2 | 3–1 | 1–3 |     | 1–7 | 1–2 | 1–2 | 1–2 | 1–0 | 1–0 | 1–1 |
| PSV Eindhoven    | 5–2 | 2–0 | 5–1 | 3–1 | 2–2 | 3–1 | 3–0 | 2–0 | 2–0 | 4–0 | 4–0 |     | 3–1 | 4–2 | 1–0 | 2–0 | 6–0 | 3–1 |
| RKC Waalwijk     | 2–3 | 0–0 | 1–3 | 2–2 | 1–2 | 0–1 | 0–1 | 1–1 | 1–2 | 2–0 | 1–1 | 0–4 |     | 1–1 | 1–0 | 2–2 | 3–1 | 2–1 |
| Sparta Rotterdam | 2–2 | 1–2 | 1–1 | 4–2 | 2–2 | 4–0 | 0–2 | 2–1 | 1–2 | 1–1 | 0–2 | 0–4 | 2–0 |     | 2–2 | 1–2 | 1–0 | 1–0 |
| Twente           | 3–1 | 3–1 | 2–1 | 4–2 | 2–1 | 2–0 | 3–0 | 1–0 | 1–0 | 3–3 | 3–1 | 0–3 | 3–0 | 2–1 |     | 0–1 | 1–0 | 7–2 |
| Utrecht          | 4–3 | 0–2 | 1–1 | 2–2 | 1–5 | 4–0 | 2–1 | 0–2 | 1–0 | 1–0 | 5–1 | 1–1 | 1–1 | 0–1 | 1–1 |     | 1–0 | 4–2 |
| Vitesse          | 2–2 | 1–1 | 0–2 | 0–0 | 1–2 | 3–2 | 0–2 | 1–3 | 2–0 | 0–3 | 1–1 | 1–3 | 0–2 | 1–4 | 1–2 | 0–0 |     | 1–1 |
| Volendam         | 1–4 | 0–1 | 0–4 | 3–1 | 0–0 | 0–1 | 1–2 | 0–4 | 2–2 | 2–5 | 0–5 | 1–5 | 3–2 | 1–4 | 0–2 | 1–0 | 1–2 |     |

### Bảng thắng bại
- T = Thắng, H = Hòa, B = Bại
- () = Trận đấu bị hoãn
- (T), (H), (B) = Trận đấu bù với kết quả; Trận đấu bù được ghi trong cột nào, ví dụ cột số 6 có nghĩa là đã thi đấu sau vòng 6 và trước vòng 7.

| Đội        | 1 | 2 | 3  | 4 | 5 | 6     | 7  | 8 | 9 | 10    | 11 | 12 | 13 | 14    | 15 | 16 | 17 | Đội        | 18 | 19 | 20 | 21 | 22 | 23 | 24 | 25 | 26 | 27 | 28 | 29 | 30 | 31 | 32 | 33 | 34 | Đội        |
| ---------- | - | - | -- | - | - | ----- | -- | - | - | ----- | -- | -- | -- | ----- | -- | -- | -- | ---------- | -- | -- | -- | -- | -- | -- | -- | -- | -- | -- | -- | -- | -- | -- | -- | -- | -- | ---------- |
| Ajax       | T | H | () | H | B | B     | () | B | B | B (T) | T  | H  | T  | T (T) | T  | H  | T  | Ajax       | T  | T  | H  | B  | H  | B  | T  | H  | H  | T  | H  | B  | T  | H  | T  | T  | H  | Ajax       |
| Almere     | B | B | B  | B | H | B     | T  | T | H | H     | T  | H  | B  | B     | B  | T  | T  | Almere     | H  | B  | T  | H  | T  | B  | H  | H  | H  | H  | H  | H  | B  | B  | H  | B  | B  | Almere     |
| AZ         | T | T | () | T | T | T (H) | T  | T | T | ()    | H  | B  | T  | H (B) | T  | B  | B  | AZ         | H  | H  | B  | H  | T  | T  | H  | T  | T  | T  | B  | B  | T  | T  | T  | T  | H  | AZ         |
| Excelsior  | T | H | H  | B | H | T     | T  | H | B | B     | H  | H  | B  | H     | B  | H  | B  | Excelsior  | T  | H  | B  | B  | B  | B  | B  | B  | H  | B  | B  | B  | T  | H  | B  | T  | B  | Excelsior  |
| Feyenoord  | H | H | T  | T | T | T     | T  | T | T | B     | T  | T  | T  | B     | T  | T  | H  | Feyenoord  | T  | H  | T  | T  | T  | T  | H  | T  | T  | T  | H  | T  | T  | T  | T  | T  | T  | Feyenoord  |
| Fortuna    | H | T | H  | H | T | B     | B  | B | B | H     | B  | T  | B  | T     | T  | B  | B  | Fortuna    | H  | T  | H  | B  | B  | T  | T  | H  | T  | B  | H  | B  | B  | B  | H  | H  | H  | Fortuna    |
| Go Ahead   | B | T | () | T | H | T (B) | B  | T | H | H     | T  | T  | H  | B     | B  | H  | B  | Go Ahead   | T  | H  | T  | H  | T  | B  | T  | B  | B  | T  | H  | H  | B  | B  | H  | B  | T  | Go Ahead   |
| Heerenveen | T | T | B  | B | B | B     | B  | H | B | T     | B  | T  | T  | T     | B  | B  | H  | Heerenveen | B  | H  | H  | T  | B  | T  | T  | B  | B  | H  | H  | B  | T  | B  | H  | B  | B  | Heerenveen |
| Heracles   | B | T | () | T | B | H (H) | T  | B | H | B     | B  | B  | T  | B     | B  | B  | T  | Heracles   | H  | B  | B  | T  | B  | B  | H  | B  | T  | B  | T  | T  | B  | B  | B  | B  | H  | Heracles   |
| NEC        | B | B | T  | H | B | T     | B  | H | H | ()    | H  | H  | H  | B (T) | T  | T  | H  | NEC        | T  | H  | T  | B  | H  | T  | T  | T  | B  | T  | H  | T  | H  | B  | T  | B  | T  | NEC        |
| PEC Zwolle | B | B | T  | T | H | B     | B  | B | T | H     | T  | B  | B  | T     | B  | H  | H  | PEC Zwolle | H  | T  | T  | H  | B  | B  | B  | H  | B  | B  | B  | T  | H  | T  | B  | H  | B  | PEC Zwolle |
| PSV        | T | T | () | T | T | T (T) | T  | T | T | T     | T  | T  | T  | T     | T  | T  | T  | PSV        | H  | T  | H  | T  | T  | T  | H  | T  | T  | B  | T  | T  | T  | T  | T  | H  | T  | PSV        |
| Waalwijk   | B | B | B  | B | T | T     | () | B | T | B     | B  | B  | T  | H (B) | B  | H  | B  | Waalwijk   | B  | H  | B  | T  | B  | B  | B  | T  | H  | H  | H  | B  | B  | H  | T  | H  | B  | Waalwijk   |
| Sparta     | T | H | T  | H | B | T     | B  | B | H | T     | B  | T  | B  | T     | B  | H  | T  | Sparta     | B  | H  | B  | B  | T  | B  | H  | B  | H  | T  | T  | B  | T  | T  | B  | T  | T  | Sparta     |
| Twente     | T | T | () | T | T | B (T) | T  | T | H | T     | H  | H  | B  | T     | T  | H  | T  | Twente     | B  | H  | T  | T  | B  | T  | T  | T  | B  | T  | H  | T  | B  | T  | B  | T  | T  | Twente     |
| Utrecht    | B | B | B  | B | T | B     | B  | B | T | H     | H  | H  | T  | H     | T  | H  | H  | Utrecht    | H  | H  | T  | T  | T  | T  | B  | H  | T  | B  | T  | T  | T  | H  | T  | B  | H  | Utrecht    |
| Vitesse    | T | B | () | B | B | B (B) | T  | H | B | H     | B  | B  | B  | B     | T  | B  | H  | Vitesse    | B  | B  | B  | B  | H  | T  | B  | B  | H  | B  | B  | B  | B  | T  | B  | T  | H  | Vitesse    |
| Volendam   | B | B | () | B | B | H     | B  | T | B | T (B) | H  | B  | B  | B     | B  | T  | B  | Volendam   | H  | B  | B  | B  | H  | B  | B  | H  | B  | H  | H  | T  | B  | B  | B  | B  | B  | Volendam   |
| Đội        | 1 | 2 | 3  | 4 | 5 | 6     | 7  | 8 | 9 | 10    | 11 | 12 | 13 | 14    | 15 | 16 | 17 | Đội        | 18 | 19 | 20 | 21 | 22 | 23 | 24 | 25 | 26 | 27 | 28 | 29 | 30 | 31 | 32 | 33 | 34 | Đội        |

- Trận Ajax - Feyenoord V6 diễn ra trong 2 ngày 24 và 27/9/2023.

## Play-off giải đấu châu Âu
Thời gian thi đấu theo giờ mùa hè Trung Âu (UTC+2)

### Sơ đồ
|  | Bán kết | Bán kết          | Bán kết |                 |   | Chung kết | Chung kết | Chung kết |  |
|  |         |                  |         |                 |   |           |           |           |  |
|  | 7       | Utrecht          | 3       |                 |   |           |           |           |  |
|  | 7       | Utrecht          | 3       |                 |   |           |           |           |  |
|  | 8       | Sparta Rotterdam | 1       |                 |   |           |           |           |  |
|  | 8       | Sparta Rotterdam | 1       |                 | 7 | Utrecht   | 1         |           |  |
|  |         |                  |         |                 | 7 | Utrecht   | 1         |           |  |
|  |         |                  | 9       | Go Ahead Eagles | 2 |           |           |           |  |
|  | 6       | NEC              | 9       | Go Ahead Eagles | 2 | 1         |           |           |  |
|  | 6       | NEC              |         |                 |   |           |           |           |  |
|  | 9       | Go Ahead Eagles  | 2       |                 |   |           |           |           |  |

### Bán kết
| NEC        | 1–2 | Go Ahead Eagles              |
| ---------- | --- | ---------------------------- |
| - Sano 57' |     | - Stokkers 77' - Rommens 86' |

| Utrecht                                     | 3–1 | Sparta Rotterdam |
| ------------------------------------------- | --- | ---------------- |
| - Flamingo 41' - Lammers 70' - Jensen 90+3' |     | - Lauritsen 38'  |

### Chung kết
| Utrecht         | 1–2 (s.h.p.) | Go Ahead Eagles                        |
| --------------- | ------------ | -------------------------------------- |
| - Viergever 31' | Chi tiết     | - Viergever 90+1' (l.n.) - Kramer 117' |

## Play-off trụ hạng/thăng hạng
Thời gian thi đấu theo giờ mùa hè Trung Âu (UTC+2)

### Vòng đầu tiên
| NAC Breda                               | 3–1      | Roda JC Kerkrade |
| --------------------------------------- | -------- | ---------------- |
| - Haugen 16' - Janošek 56' (ph.đ.), 58' | Chi tiết | - Koglin 87'     |

| Roda JC Kerkrade | 0–5      | NAC Breda                                                              |
| ---------------- | -------- | ---------------------------------------------------------------------- |
|                  | Chi tiết | - Kemper 44' - Janošek 49' - Kuijpers 59' - Koscelnik 75' - Haugen 79' |

NAC Breda thắng chung cuộc 8–1.
| Emmen                          | 2–2      | Dordrecht                    |
| ------------------------------ | -------- | ---------------------------- |
| - Parzyszek 11' - Besuijen 38' | Chi tiết | - Suray 26' - Bronkhorst 50' |

| Dordrecht | 0–1      | Emmen          |
| --------- | -------- | -------------- |
|           | Chi tiết | - Besuijen 88' |

Emmen thắng chung cuộc 3–2.
| De Graafschap                        | 2–3      | ADO Den Haag                                 |
| ------------------------------------ | -------- | -------------------------------------------- |
| - Büttner 13' - Fortes 90+7' (ph.đ.) | Chi tiết | - Absalem 30' - Van Mieghem 58' - Schalk 66' |

| ADO Den Haag      | 2–2      | De Graafschap                |
| ----------------- | -------- | ---------------------------- |
| - Schalk 23', 36' | Chi tiết | - Seuntjens 67' - Fortes 74' |

ADO Den Haag thắng chung cuộc 5–4.

### Bán kết
| NAC Breda    | 1–1      | Emmen                  |
| ------------ | -------- | ---------------------- |
| - Haugen 38' | Chi tiết | - Besuijen 82' (ph.đ.) |

| Emmen | 0–3      | NAC Breda                                       |
| ----- | -------- | ----------------------------------------------- |
|       | Chi tiết | - Haugen 12' - Van den Bergh 14' - Kuijpers 56' |

NAC Breda thắng chung cuộc 4–1.
| ADO Den Haag  | 1–2 | Excelsior                        |
| ------------- | --- | -------------------------------- |
| - Veerman 71' |     | - Driouech 16' - Duijvestijn 23' |

| Excelsior                                                                                     | 7–1      | ADO Den Haag    |
| --------------------------------------------------------------------------------------------- | -------- | --------------- |
| - Parrott 3', 27', 31' (ph.đ.) - Driouech 40' - Baas 55' (ph.đ.) - Goudmijn 71' - Lamprou 72' | Chi tiết | - Veerman 45+2' |

Excelsior thắng chung cuộc 9–2.

### Chung kết
| NAC Breda                                                                                   | 6–2      | Excelsior                                 |
| ------------------------------------------------------------------------------------------- | -------- | ----------------------------------------- |
| - Omgba 12' - Janošek 39' (ph.đ.) - Van den Bergh 42' - Koscelník 74' - Ómarsson 78', 90+4' | Chi tiết | - Duijvestijn 25' - Parrott 45+6' (ph.đ.) |

| Excelsior                                           | 4–1      | NAC Breda     |
| --------------------------------------------------- | -------- | ------------- |
| - Parrott 20', 35' (ph.đ.), 50' - Kemper 42' (l.n.) | Chi tiết | - Staring 58' |

NAC Breda thắng chung cuộc 7–6 và lên hạng Eredivisie còn Excelsior xuống hạng Eerste Divisie.

## Thống kê

### Ghi bàn hàng đầu
Tính đến ngày 19/5/2024
| Hạng | Cầu thủ               | Câu lạc bộ       | Số bàn thắng |
| ---- | --------------------- | ---------------- | ------------ |
| 1    | Luuk de Jong          | PSV              | 29           |
| 1    | Vangelis Pavlidis     | AZ               | 29           |
| 3    | Santiago Giménez      | Feyenoord        | 23           |
| 4    | Brian Brobbey         | Ajax             | 18           |
| 5    | Sem Steijn            | Twente           | 17           |
| 6    | Ricky van Wolfswinkel | Twente           | 16           |
| 7    | Lennart Thy           | PEC Zwolle       | 13           |
| 8    | Steven Bergwijn       | Ajax             | 12           |
| 8    | Tobias Lauritsen      | Sparta Rotterdam | 12           |
| 8    | Kaj Sierhuis          | Fortuna Sittard  | 12           |
| 8    | Johan Bakayoko        | PSV              | 12           |
| 12   | Magnus Mattsson       | NEC              | 11           |
| 12   | Chuba Akpom           | Ajax             | 11           |
| 12   | Koki Ogawa            | NEC              | 11           |
| 12   | Thomas Robinet        | Almere City      | 11           |
| 16   | Jizz Hornkamp         | Heracles         | 10           |
| 16   | Sam Lammers           | Utrecht          | 10           |
| 16   | Troy Parrott          | Excelsior        | 10           |
| 16   | Yankuba Minteh        | Feyenoord        | 10           |
| 16   | David Min             | Waalwijk         | 10           |
| 16   | Guus Til              | PSV              | 10           |
| 16   | Pelle van Amersfoort  | Heerenveen       | 10           |
| 16   | Dani de Wit           | AZ               | 10           |

### Hat-trick
- H (= Home) - Sân nhà
- A (= Away) - Sân khách

| Cầu thủ           | Câu lạc bộ      | Đối đầu với | Tỷ số   | Ngày                    |
| ----------------- | --------------- | ----------- | ------- | ----------------------- |
| Santiago Giménez  | Feyenoord       | Ajax        | 4–0 (A) | Vòng 6 ngày 27/9/2023*  |
| Vangelis Pavlidis | AZ              | Heerenveen  | 3–0 (H) | Vòng 9 ngày 21/10/2023  |
| Hirving Lozano    | PSV Eindhoven   | Ajax        | 5–2 (H) | Vòng 10 ngày 29/10/2023 |
| Santiago Giménez  | Feyenoord       | Excelsior   | 4–2 (A) | Vòng 13 ngày 25/11/2023 |
| Mohamed Sankoh    | Heracles        | Almere City | 5–0 (A) | Vòng 13 ngày 26/11/2023 |
| Ferdy Druijf      | PEC Zwolle      | Volendam    | 5–0 (A) | Vòng 14 ngày 2/12/2023  |
| Luuk de Jong      | PSV Eindhoven   | Excelsior   | 3–1 (H) | Vòng 17 ngày 14/1/2024  |
| Taylor Booth      | Utrecht         | Volendam    | 4–2 (H) | Vòng 20 ngày 4/2/2024   |
| Luuk de Jong      | PSV Eindhoven   | PEC Zwolle  | 7–1 (A) | Vòng 23 ngày 24/2/2024  |
| Kaj Sierhuis      | Fortuna Sittard | Excelsior   | 5–2 (H) | Vòng 24 ngày 3/2/2024   |
| David Min         | RKC Waalwijk    | Heracles    | 5–0 (A) | Vòng 32 ngày 5/5/2024   |
| Steven Bergwijn   | Ajax            | Almere City | 3–0 (H) | Vòng 33 ngày 12/5/2024  |
| Sem Steijn        | Twente          | Volendam    | 7–2 (H) | Vòng 33 ngày 12/5/2024  |

(*) Trận đấu giữa chủ nhà Ajax và Feyenoord diễn ra vào ngày 24/9/2023. Trong hiệp 1 đội Feyenoord dẫn trước 3–0, trong đó có 2 bàn thắng của Santiago Giménez. Đến đầu hiệp 2 thì cổ động viên của Ajax gây náo loạn trên sân vận động nên trận đấu phải tạm dừng. Ngày 27/9/2023 trận đấu được tiếp tục diễn ra trên sân vận động không có khán giả và Giménez đã ghi thêm 1 bàn thắng tạo ra hat-trick.

### Kiến tạo hàng đầu
Tính đến ngày 19/5/2024
| Hạng | Cầu thủ           | Câu lạc bộ              | Số kiến tạo |
| ---- | ----------------- | ----------------------- | ----------- |
| 1    | Joey Veerman      | PSV                     | 16          |
| 2    | Luuk de Jong      | PSV                     | 14          |
| 3    | Calvin Stengs     | Feyenoord               | 12          |
| 4    | Malik Tillman     | PSV                     | 10          |
| 4    | Daan Rots         | Twente                  | 10          |
| 6    | Jordan Teze       | PSV                     | 9           |
| 6    | Peer Koopmeiners  | Almere City             | 9           |
| 6    | Tobias Lauritsen  | Sparta Rotterdam        | 9           |
| 6    | Quinten Timber    | Feyenoord               | 9           |
| 6    | Johan Bakayoko    | PSV                     | 9           |
| 11   | Steven Berghuis   | Ajax                    | 8           |
| 11   | Brian Brobbey     | Ajax                    | 8           |
| 13   | Bilal Ould-Chikh  | Volendam                | 7           |
| 13   | Lance Duijvestijn | Excelsior / Almere City | 7           |
| 13   | Mees Hoedemakers  | NEC                     | 7           |
| 13   | Younes Namli      | PEC Zwolle              | 7           |
| 13   | Sugawara Yukinari | AZ                      | 7           |

### Số trận giữ sạch lưới
Tính đến ngày 19/5/2024
| Hạng | Cầu thủ             | Đội             | Số trận thi đấu | Số trận sạch lưới | Tỷ lệ |
| ---- | ------------------- | --------------- | --------------- | ----------------- | ----- |
| 1    | Walter Benítez      | PSV Eindhoven   | 33              | 18                | 55%   |
| 2    | Mathew Ryan         | AZ              | 29              | 13                | 45%   |
| 3    | Jeffrey de Lange    | Go Ahead Eagles | 36              | 11                | 31%   |
| 4    | Timon Wellenreuther | Feyenoord       | 19              | 11                | 57%   |
| 5    | Lars Unnerstall     | Twente          | 32              | 10                | 31%   |
| 6    | Nordin Bakker       | Almere City     | 29              | 9                 | 31%   |

### Kỷ luật

#### Cầu thủ
- Nhận nhiều thẻ vàng nhất: 10
  -  Thomas Bruns (Heracles)
- Nhận nhiều thẻ đỏ nhất: 1
  - Nhiều cầu thủ

#### Câu lạc bộ[22]
- Nhận nhiều thẻ vàng nhất: 70
  - Heracles Almere
- Nhận ít thẻ vàng nhất: 31
  - PSV Eindhoven
- Nhận nhiều thẻ đỏ nhất: 5
  - Vitesse
- Nhận ít thẻ đỏ nhất: 1
  - PSV Eindhoven
  - Feyenoord

## Giải thưởng

### Giải thưởng hàng tháng
| Tháng    | Cầu thủ của tháng | Cầu thủ của tháng | Tài năng của tháng | Tài năng của tháng | Chú thích            |
| Tháng    | Cầu thủ           | Đội               | Cầu thủ            | Đội                | Chú thích            |
| -------- | ----------------- | ----------------- | ------------------ | ------------------ | -------------------- |
| Tháng 8  | Vangelis Pavlidis | AZ                | Jorrel Hato        | Ajax               | [ 23 ]               |
| Tháng 9  | Santiago Giménez  | Feyenoord         | Youri Regeer       | Twente             | a b c                |
| Tháng 10 | Vangelis Pavlidis | AZ                | Johan Bakayoko     | PSV Eindhoven      | [ 24 ] [ 25 ] [ 26 ] |
| Tháng 11 | Joey Veerman      | PSV Eindhoven     | Johan Bakayoko     | PSV Eindhoven      | [ 27 ] [ 28 ]        |
| Tháng 12 | Brian Brobbey     | Ajax              | Benjamin Tahirović | Ajax               | [ 29 ] [ 30 ]        |
| Tháng 1  | Brian Brobbey     | Ajax              | Kristian Hlynsson  | Ajax               | d e                  |
| Tháng 2  | Luuk de Jong      | PSV Eindhoven     | Ruben van Bommel   | AZ                 | [ 31 ] [ 32 ] [ 33 ] |
| Tháng 3  | Kaj Sierhuis      | Fortuna Sittard   | Wouter Goes        | AZ                 | [ 34 ] [ 35 ] [ 36 ] |
| Tháng 4  | Sam Lammers       | Utrecht           | Johan Bakayoko     | PSV Eindhoven      | [ 37 ] [ 38 ] [ 39 ] |
| Tháng 5  | Tjaronn Chery     | NEC               | Kacper Kozłowski   | Vitesse            | [ 40 ] [ 41 ] [ 42 ] |

#### Đội hình của tháng
- Tháng 8: Ivor Pandur (Fortuna Sittard); Sugawara Yukinari (AZ), Lutsharel Geertruida (Feyenoord), Jorrel Hato (Ajax), Bas Kuipers (Go Ahead Eagles); Mats Wieffer (Feyenoord), Michal Sadílek (Twente); Tobias Lauritsen (Sparta Rotterdam), Nikolas Agrafiotis (Excelsior), Yorbe Vertessen (PSV); Vangelis Pavlidis (AZ).
- Tháng 9: Jeffrey de Lange (Go Ahead Eagles); Youri Regeer (Twente), Dávid Hancko (Feyenoord), Riechedly Bazoer (AZ), Sugawara Yukinari (AZ); Joey Veerman (PSV), Jordy Clasie (AZ); Noa Lang (PSV), Santiago Giménez (Feyenoord), Luuk de Jong (PSV), Sem Steijn (Twente).
- Tháng 10: De Lange (Go Ahead Eagles); Sugawara Yukinari (AZ), Geertruida (Feyenoord]), Benamar (Volendam), Regeer (Twente); Brouwers (Heerenveen), Veerman (PSV); Bakayoko (PSV), Giménez (Feyenoord), Ugalde (Twente); Pavlidis (AZ).
- Tháng 11: De Lange (Go Ahead Eagles); Teze (PSV), Vriends (Sparta Rotterdam), Ramalho (PSV), Dest (PSV Eindhoven); Timber (Feyenoord), Veerman (PSV); Bakayoko (PSV), Willumsson (Go Ahead Eagles), Bergwijn (Ajax); Ogawa (NEC).
- Tháng 12: Barkas (Utrecht); Geertruida (Feyenoord), Boscagli (PSV), Dest (PSV Eindhoven); Tahirović (Ajax), Oukili (RKC Waalwijk); Tavşan (NEC), Steijn (Twente), Druijf (PEC Zwolle); Brobbey (Ajax), Pavlidis (AZ).
- Tháng 1: Unnerstall (Twente); Dest (PSV), Nuytinck (NEC), Siovas (Fortuna Sittard), Geertruida (Feyenoord); Boussaid (Utrecht), Tahirović (Ajax), Berghuis (Ajax), Hlynsson (Ajax); De Jong (PSV Eindhoven), Brobbey (Ajax).
- Tháng 2: Schendelaar (PEC Zwolle); Geertruida (Feyenoord), Pröpper (Twente), Hancko (Feyenoord), Dest (PSV); Wieffer (Feyenoord), Schouten (PSV), Proper (NEC), Van Bommel (AZ); De Jong (PSV), Van Amersfoort (Heerenveen).
- Tháng 3: De Lange (Go Ahead Eagles); Sugawara (AZ), Goes (AZ), Bazoer (AZ), Köhlert (SC Heerenveen); Özyakup (Fortuna Sittard), Clement (Sparta Rotterdam); Mijnans (AZ), Verschueren (Sparta Rotterdam), Vlap (Twente); Sierhuis (Fortuna Sittard).
- Tháng 4: Backhaus (Volendam); Mauro Júnior (PSV), Hancko (Feyenoord), Boscagli (PSV), Teze (PSV); Tillman (PSV), Veerman (PSV), Kjølø (Twente), Bakayoko (PSV); Lammers (Utrecht), De Jong (PSV).
- Tháng 5: Vaessen (RKC Waalwijk); Zagré (Excelsior), Hancko (Feyenoord), Trauner (Feyenoord), Geertruida (Feyenoord); Steijn (Twente), Schouten (PSV Eindhoven), Chery (NEC); Bergwijn (Ajax), Pavlidis (AZ), Kacper Kozłowski (Vitesse).

### Giải thưởng năm[19]
- Cầu thủ xuất sắc nhất năm:  Luuk de Jong (PSV Eindhoven)
- Cầu thủ tài năng của năm:  Johan Bakayoko (PSV Eindhoven)
- Bàn thắng của năm:  Igor Paixão (Feyenoord) trong trận đấu trên sân nhà ngày 31/03/2024, Feyenoord – Utrecht: 4–2.